# Alice of Wonderland in Paris
Alice of Wonderland in Paris ist ein US-amerikanischer Zeichentrickfilm aus dem Jahr 1966. Er entstand unter der Regie von Gene Deitch. 

## Handlung
Nach ihrer Rückkehr aus dem  Wunderland wurde aus Alice eine Berühmtheit. In ihren Träumen möchte sie Paris besuchen, um dort an einem Schüleraustausch mit der Romanheldin Madeline teilzunehmen. 
Wenig später taucht eine sprechende Maus mit dem Namen François in ihrem Schlafzimmer auf, um sie nach ihrem Lieblingskäse zu fragen. Er nimmt sie auf seinem Fahrrad in seine Heimatstadt Paris mit. Dort verwandelt sich der Mäuserich in einen Pilz, der Alice auf Nagetiergröße schrumpft. Gemeinsam reiten sie durch Paris, wobei François ihr eine Reihe Kurzgeschichten mit Pariser Themen erzählt. Gegen Ende des Films stellt sich heraus, dass Madeline von den Abenteuern der Alice im Wunderland träumt.

## Produktion
Alice of Wonderland in Paris wurde durch das Team von Gene Deitch und William L. Snyder realisiert. Zuvor wurde von diesem Team der Kurzfilm Munro produziert, welcher im Jahr 1961 mit einem Oscar für den besten animierten Kurzfilm ausgezeichnet wurde.
Die Figur Madeline wurde von dem Drehbuchautor Ludwig Bemelmans erfunden, sie spielt neben Alice in diesem Film eine zentrale Rolle.
Die Filmemacher waren auch kurze Zeit für die Produktion der Zeichentrickserien Tom und Jerry und Popeye zuständig.
Der Film wurde im Jahr 1966 auf Grund seiner Länge von 52 Minuten nur für eine kurze Zeitspanne in den Kinos präsentiert. Erst mit der Veröffentlichung des Kurzfilmes White Mane aus dem Jahr 1966 wurde der Film wiedermals in den Kinos präsentiert. In den 1970er Jahren wurde der Film unter dem Titel Alice in the New Wonderland durch Paramount Pictures erneut veröffentlicht. Der Film wurde ursprünglich durch die Firma Childhood Productions verliehen.